# Olibrus particeps
Olibrus particeps là một loài bọ cánh cứng trong họ Phalacridae. Loài này được Mulsant & Rey miêu tả khoa học năm 1861.